# Estrella B(e)
Una estrella B[e] es una estrella Be (de tipo espectral B con fuertes líneas de emisión del hidrógeno) cuyo espectro muestra líneas prohibidas de baja ionización de algunos metales (principalmente FeII, pero también SII, NII, OI, OIII) y un exceso infrarrojo que se pueda atribuir a la presencia de polvo caliente en su entorno.
A pesar de características simulares apuntando a condiciones fisicoquímicas comparables, las estrellas de esta clase observacional pertenecen a grupos muy distintos: estrellas jóvenes (estrellas de Herbig Ae/Be), estrellas evolucionadas (supergigantes azules, nebulosas planetarias), estrellas simbióticas y objetos de naturaleza incierta. Por lo tanto, el término de fenómeno B[e] es usado para no referirse a una clase observacional bien definida.

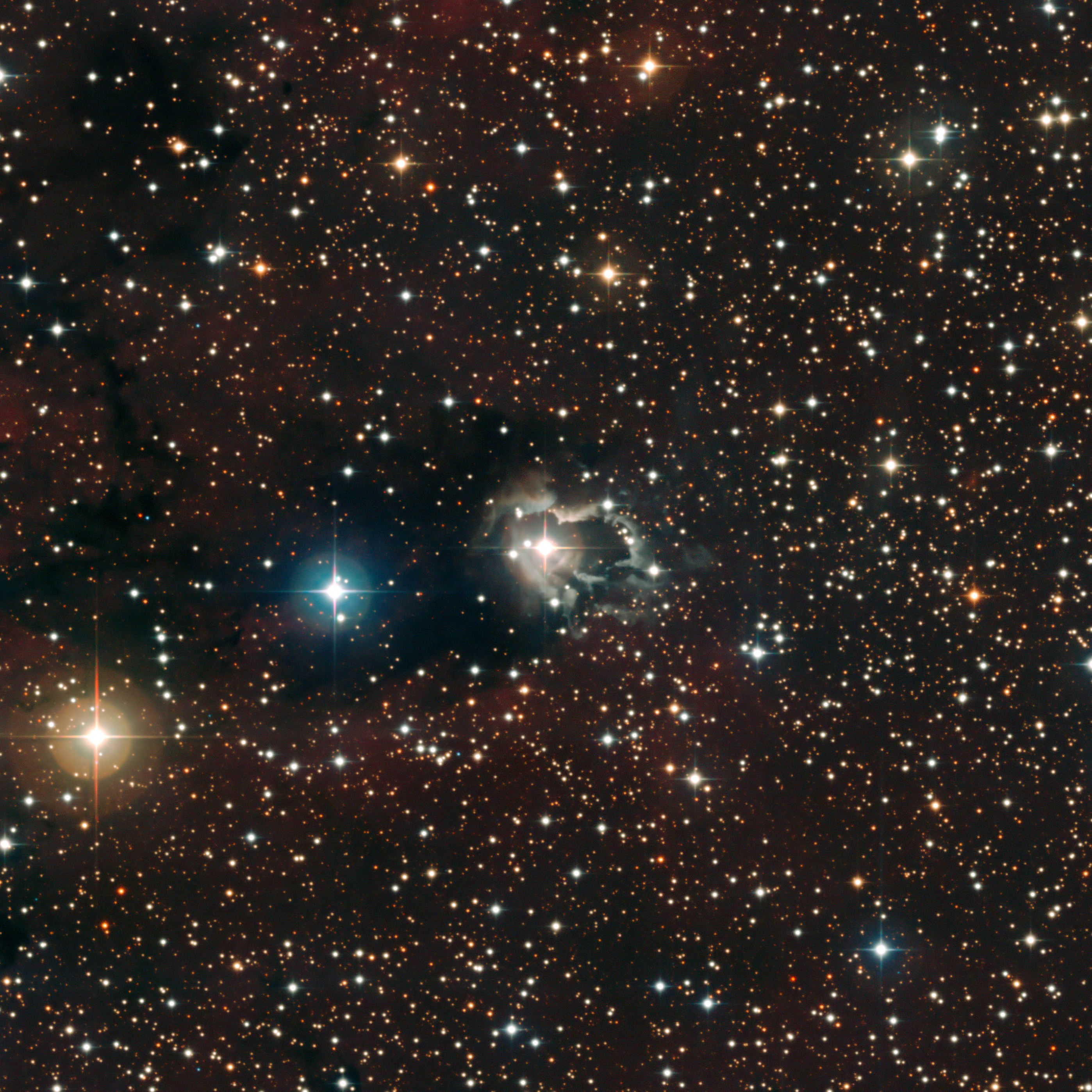
Imagen centrada en la estrella B(e) que muestra la nebulosa extendida de gas y polvo que refleja la luz de la estrella.

Si la peculiaridad de algunas B[e] como η Car y HD 45677 se hizo notar durante la primera parte del siglo XX, los estudios sistemáticos de las estrellas B[e] y la primera definición de la clase observacional tuvieron que esperar hasta los años 1970.